# Yanuca Levu
Yanuca Levu (IPA: [ja nu ða le βu]) je ostrov fidžijského souostroví Lomaiviti. Ostrov je spojen náspem s největším fidžijským ostrovem Viti Levu.
Ostrov je v soukromém vlastnictví. Je na něm letovisko Lost Island Resort, vlastněné Levi Giou. Na ostrově je jediná železnice používaná na Fidži pro přepravu osob. Dříve byla využívána pro přepravu cukrové třtiny z místních plantáží do továrny ve městě Lautoka